# Slim Choura
Slim Choura (arabe : سليم شورى), né le 27 juillet 1961 à Sfax, est un universitaire et homme politique tunisien. Il occupe le poste de ministre de l'Enseignement supérieur et de la Recherche scientifique en 2020.

## Biographie

### Formation et carrière professionnelle
Titulaire d'un doctorat en génie mécanique de l'université A&M du Texas en 1989, il occupe plusieurs postes au sein du ministère de l'Enseignement supérieur et de la Recherche scientifique. 
Enseignant à l'École nationale d'ingénieurs de Sfax, il travaille aussi à l'Institut préparatoire aux études d'ingénieurs de Sfax, en tant que professeur adjoint de 2000 à 2004 puis en tant que professeur associé de 2004 à 2009 ; il enseigne également de novembre 1994 à juin 1996 comme professeur associé au département de génie mécanique de l'université du Roi-Saoud à Riyad.
Il œuvre par ailleurs à la mise en place de la stratégie nationale 2019-2023 du réseau des Instituts supérieurs aux études technologiques, ainsi qu'à la mise en place d'un partenariat entre le réseau des instituts supérieurs d'études technologiques et le réseau canadien des facultés et instituts.
Il est membre de l'American Society of Mechanical Engineers depuis 1985 et de la Société scientifique tunisienne en Amérique du Nord.

### Ministre
Considéré comme proche d'Ennahdha, il est proposé comme ministre de l'Enseignement supérieur et de la Recherche scientifique dans le gouvernement de Habib Jemli mais le gouvernement n'obtient pas la confiance de l'Assemblée des représentants du peuple. Finalement, il prend ses fonctions dans le gouvernement d'Elyes Fakhfakh.
Le 15 juillet 2020, après la démission de Fakhfakh, il est démis de ses fonctions de ministre en compagnie des autres ministres membres d'Ennahdha,.

### Distinctions
- Chevalier de l'Ordre tunisien du Mérite (5 septembre 2020)[5]